# 下沃夫恰
49°34′17″N 22°54′3″E / 49.57139°N 22.90083°E
下沃夫恰（烏克蘭語：Нижня Вовча），是烏克蘭西部的村莊，隸屬利維夫州的桑比爾區。該村面積2平方公里，海拔高度330米，2001年人口523，人口密度每平方公里261.11人。